# Roger de Barbarin
Émile Roger de Thomas de Barbarin (ur. 2 czerwca 1860 w Paryżu, zm. 4 marca 1925 tamże) – francuski strzelec, mistrz olimpijski.
De Barbarin wystąpił na Letnich Igrzyskach Olimpijskich 1900, rozgrywanych w Paryżu. Pojawił się na starcie wyłącznie w trapie, w którym zdobył złoty medal z wynikiem 17 punktów (w dogrywce wygrał z René Guyotem). Został pierwszym mistrzem olimpijskim w tej konkurencji.
Turniej w Paryżu był jednocześnie mistrzostwami świata, więc medaliści olimpijscy zostawali automatycznie medalistami mistrzostw świata. Nie tyczy się to jednak zawodników startujących w trapie i pistolecie szybkostrzelnym, więc de Barbarin nie jest wymieniany na liście medalistów mistrzostw świata.